# Florent Schmitt
Florent Schmitt (Blamont, Meurthe y Mosela, 28 de septiembre de 1870 - Neuilly-sur-Seine, 17 de agosto de 1958) fue un compositor francés, especializado en música sinfónica y operística.

## Biografía
Ingresó en el Conservatorio de París en 1889, estudiando con Albert Lavignac, Theodore Dubois, Jules Massenet, y Gabriel Fauré. En 1900 Schmitt ganó el Premio de Roma en su cuarta tentativa. 
Schmitt escribió 138 obras con números de opus. Compuso ejemplos de la mayoría de las formas principales con excepción de la ópera. Sus obras más famosos son hoy La tragédie de Salome y el Salmo XLVII. El especialmente buen Quinteto con piano en si menor, escrito en 1908, ayudó a establecer su reputación. Entre otras obras están una Sonata para violín (Sonate Libre), un tardío cuarteto de cuerdas, un cuarteto de saxofones, Dionysiaques para banda de viento, y dos sinfonías. Formó parte del grupo conocido como Los Apaches. Su propio estilo, reconocible impresionista, debido en cierto modo a las obras de Claude Debussy, aunque tenía también diversas influencias de Richard Wagner y de Richard Strauss. Entre 1929 y 1939 trabajó como crítico musical para Le Temps, papel en que desató considerable controversia, no menos por su indiscreto hábito de gritar sus veredictos en su asiento en el pasillo; el editor de música Huegel llegó a llamarlo "un loco irresponsable". En 1952 se hizo miembro de la Legión de Honor. 
Siendo uno de los compositores franceses más interpretados en el período entre las dos guerras mundiales, cayó luego en la oscuridad, aunque continuó escribiendo música hasta el fin. Fue objeto de los ataques - tanto en su ancianidad como póstumamente - sobre sus simpatías favorables a los alemanes en los años 1930, y por su buena voluntad para trabajar (como de hecho lo hicieron en gran medida otros tantos eminentes músicos franceses) para el Gobierno de Vichy posteriormente. Pero en los años 1990 fueron testigos de un renacimiento en reducida escala de su música, y una cobertura creciente de ella en las grabaciones.

## Obras principales
- Sémiramis, Op. 14
- Salmo XLVII, Op. 38
- La Tragedia de Salomé, Op. 50
- Quinteto para piano, Op. 51
- Dionysiaques, Op. 62
- Légende para saxofón alto y orquesta Op. 66 (1918)
- Antonio y Cleopatra, Op. 69
- Fonctionnaire MCMXII, Op. 74
- Danza de Abisag, Op. 75
- Salammbô, Op. 76
- Sinfonía concertante, Op. 82
- Oriane et le Price d´Amour, Op. 83
- Cuarteto de saxofones, Op. 102
- Sinfonía nº 2, Op. 137